# Pfarrkirche Berwang

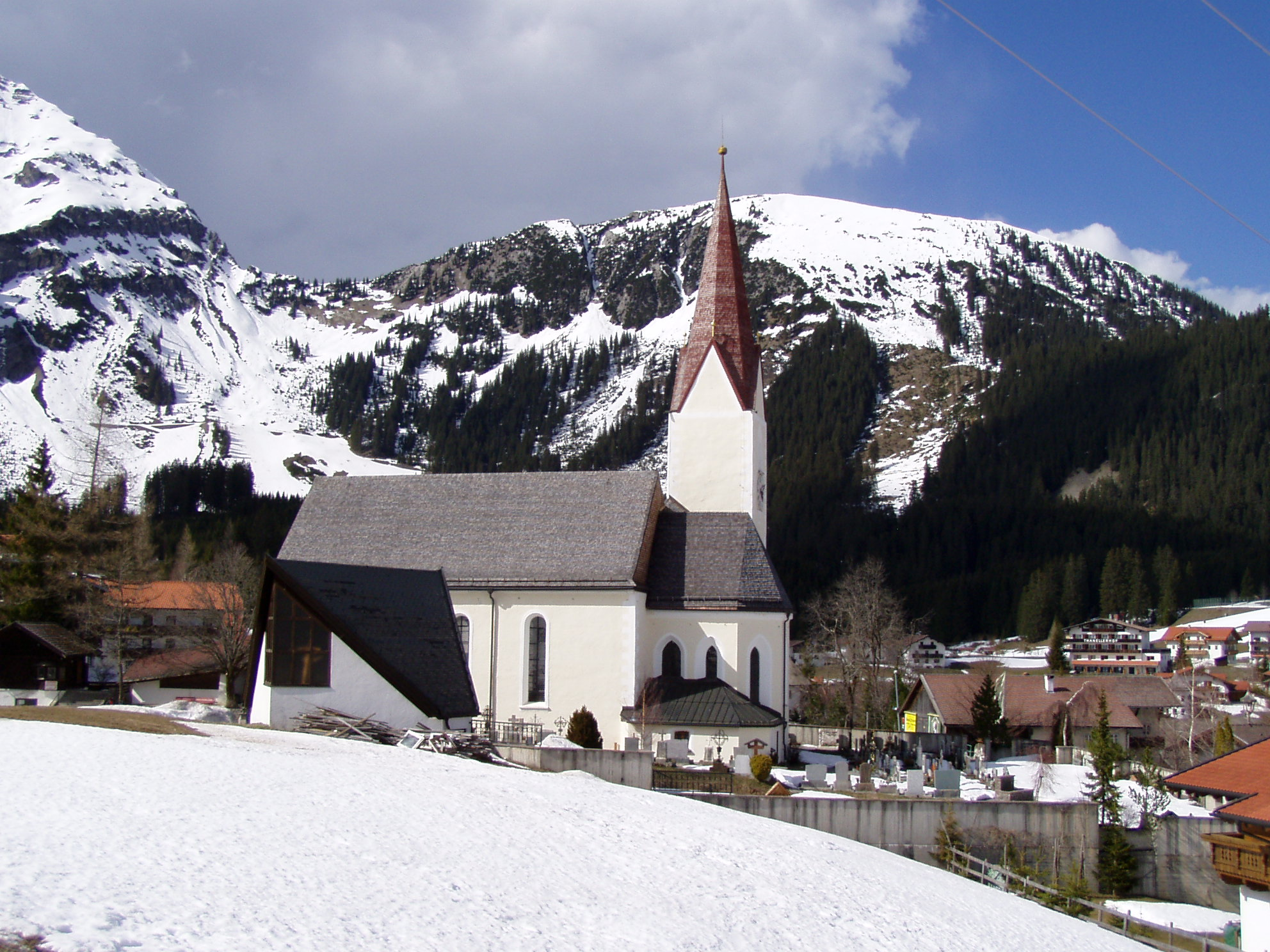
Katholische Pfarrkirche hl. Jakobus der Ältere in Berwang

Langhaus, Blick zum Chor

Kreuzrippengewölbe im Chor

Langhaus, Blick zur Empore

Die Pfarrkirche Berwang steht im Süden des Dorfplatzes in der Gemeinde Berwang im Bezirk Reutte im Bundesland Tirol. Die dem Patrozinium hl. Jakobus der Ältere unterstellte römisch-katholische Pfarrkirche gehört zum Dekanat Breitenwang in der Diözese Innsbruck. Die Kirche und der Friedhof stehen unter Denkmalschutz (Listeneintrag).

## Geschichte
Anfänglich bei der Pfarre Imst, ging der Ort 1423 an die Pfarre Lermoos. Im Jahr 1430 wurde die Kapelle vergrößert, davon ist der gotische Chor erhalten. Die Kuratie entstand im Jahr 1454. In den Jahren 1731/1734 wurde das Langhaus mit Erhalt des gotischen Nordportals neu erbaut.

## Architektur
Der Kirchenbau mit einem gotischen Chor und Turm sind gotisch und einem zentralraumartigen barocken Langhaus unter einem steilen Satteldach ist von einem ummauerten Friedhof umgeben. Das gotische spitzbogige Nordportal mit zwei oben gekreuzten Rippen und mit einer Jakobusmuschel entstand 1430. Der gotische Turm nennt das Jahr 1425 und hat im Obergeschoß spitzbogige Fenster, im Norden und Osten mit Maßwerk, 1819 wurde die Höhe des Turmes verringert, er trägt einen Giebelspitzhelm.
Das Kircheninnere zeigt ein vierjochiges Langhaus mit einem weit gespannten Stichkappentonnengewölbe auf einer Pilastergliederung. Die Doppelempore hat durch eingeschwungene Ecken eine zentrale Wirkung. Der Chorbogen ist eingezogen. Der zweijochige Chor mit einem Dreiachtelschluss wirkt im Verhältnis zum barocken Langhaus kapellenartig. Das Chorgewölbe hat Kreuzrippen mit einfach gekehlten Rippen mit vorgelagerten Runddiensten und zwei einfache Wappenschlusssteine. In der linken Chorwand befindet sich das spitzbogige Turmportal.
Die Fresken waren ehemals von Johann Kärle 1904 und wurden 1944 von Otto Hämmerle übermalt, sie zeigen im Langhaus Mariä Verkündigung, Anbetung der Hirten und über der Empore hl. Cäcilia mit musizierenden Engeln. Die Malerei Zehn Gebote an der Emporenbrüstung malte Joachim-Carl Friedrich 1946.
Die Glasgemälde der Heiligen Vitus, Jakobus, Florian und ein Kruzifixus mit Soldaten entstanden in der Tiroler Glasmalereianstalt.

## Ausstattung
Den geschnitzten Hochaltar mit dem Mittelrelief Letztes Abendmahl und den Fialenreliefs der Heiligen Notburga, Isidor, Sebastian und Barbara, an der Mensa Eva und Adam schuf der Bildhauer Johannes Obleitner 1945. Auf den Fialen stehen Posaunenengel. In der Tabernakelzone steht ein Kruzifix flankiert von zwei knienden Engeln, seitlich die Evangelistensymbole, im Antependium König David und Moses. Das Kruzifixum schuf Mang Anton Stapf 1745. An der linken Chorwand befindet sich das ehemalige Hochaltarblatt Maria mit Kind übergibt den Rosenkranz an Dominikus, Jakobus und Andreas von Paul Zeiller 1735.
Der linke Seitenaltar trägt eine Skulptur Maria Immaculata vom Bildhauer Hartl Bischof, der rechte Seitenaltar trägt anstelle des ehemaligen Altarbildes hl. Sebastian von Paul Zeiller 1702 ein Kruzifix und Relief hl. Sebastian von Hartl Bischof aus dem 20. Jahrhundert. Die Kanzel schuf Mang Anton Stapf um 1745, am Schalldeckel Putten mit Schriftbändern und ein Posaunenengel mit Gesetzestafeln. Das Gemälde hl. Josef mit Jesus unter der Empore entstand im Umkreis von Franz Anton Zeiller.
Der Taufstein entstand im 16. Jahrhundert.
Die Orgel baute Franz Weber 1879. Eine Glocke goss Gregor Löffler mit seinen Söhnen Simon Helias und Hans Christoph.

## Friedhof

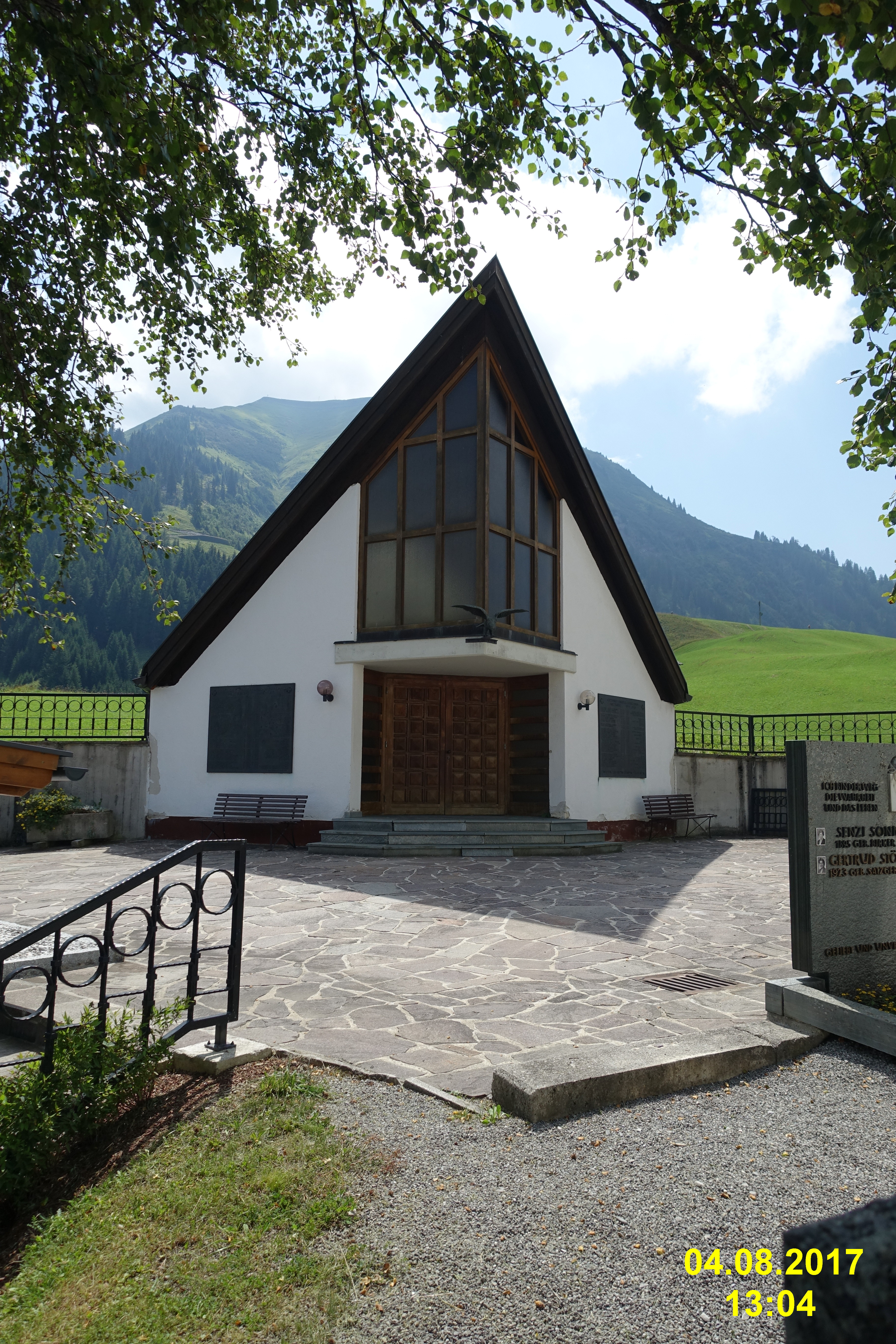
Einsegnungshalle am Friedhof

Der Friedhof umgibt die Kirche an drei Seiten, er wurde 1430 erstmals erwähnt und 1979/1980 erweitert. Anfang des 21. Jahrhunderts wurde im südwestlichen Bereich ein Urnenfriedhof angelegt. Neben den überwiegend modernen Grabmälern gibt es ein bemerkenswertes Schmiedeeisenkreuz im Rokoko-Stil.
Die Einsegnungshalle wurde im Zuge der Friedhofserweiterung um 1980 südlich der Kirche nach Plänen von Gerhard Oberleitner errichtet. Der Mauerbau über polygonalem Grundriss mit ansteigendem Satteldach weist eine verglaste Mittelachse auf. An der Außenseite befinden sich Gedenktafeln für die Gefallenen und Vermissten beider Weltkriege.
An der Friedhofsmauer im Eingangsbereich wurde 1946 eine Kriegergedächtnisstätte errichtet. 2005/2006 wurde sie im Zuge der Neugestaltung und der Verbreiterung des Friedhofseingangs entfernt. Sie beherbergte eine Pietà von Johannes Obleitner von 1946 und ein von ihm eine gemalte Auferstehung Jesu Christi in einer Nische, sowie gegen die Straßenfront in Nischen die Porträts von Andreas Hofer, Josef Speckbacher und Joachim Haspinger.